# Röthelbachklause
Die Röthelbachklause ist eine Klause im Lattengebirge in der Gemarkung Forst Sankt Zeno der Gemeinde Schneizlreuth.
Die Klause steht unter Denkmalschutz und ist unter der Nummer D-1-72-131-57 in die Bayerische Denkmalliste eingetragen.

## Baubeschreibung
Bei der Röthelbachklause handelt es sich um ein gemauertes Triftwehr aus Bruchsteinmauerwerk.

## Geschichte
Die Röthelbachklause ist eine der frühsten urkundlich erwähnten Klausen, die erste Erwähnung datiert auf das Jahr 1392. Seit dem Mittelalter versorgten die Wälder der näheren und weiteren Umgebung um Bad Reichenhall die dortige Saline, um deren immensen Brenn- und Nutzholzbedarf zu decken. Im Zuge der Erneuerung der bayerischen Salinen wurde auch die Röthelbachklause gegen Ende des 18. Jahrhunderts unter Kurfürst Karl Theodor neu errichtet.
In den Jahren 1811/12 lieferte die Röthelbachklause 400 Klafter Holz an die Saline in Reichenhall.
In den Jahren 1994 und 1995 wurde die teilweise verfallene Klause saniert und ist seitdem für die Öffentlichkeit zugänglich.
Oberhalb der Röthelbachklause befand sich eine Schwenzklause bei der Dalsenalm, die als Vorklause vor der Röthelbachklause fungierte. Eine weitere Klause befand sich im Todsbach.

## Lage
Die Röthelbachklause liegt direkt am Röthelbach knapp 50 Meter oberhalb der Einmündung des Moosenbachs, und 2,3 km (Luftlinie) oberhalb des Schneizlreuther Ortsteils Baumgarten auf einer Höhe von 945 m ü. NHN. Unweit der Klause befindet sich die Röthelbachalm mit Diensthütte.